# Festival international du film de comédie de l'Alpe d'Huez
Het Festival international du film de comédie de l'Alpe d'Huez (vrij vertaald: Internationaal festival van de komediefilm van Alpe d'Huez) is een competitief filmfestival dat sinds 1997 jaarlijks wordt gehouden in het Franse wintersportgebied Alpe d'Huez. Het festival is de opvolger van het festival van Chamrousse.
Het festival duurt vijf dagen tijdens de derde week van januari en wordt georganiseerd door l'Agence Tournée Générale (Frédéric Cassoly en Clément Lemoine).
Er worden zowel korte als langspeelfilms vertoond in en buiten competitie met als thema "komedie" in de zalen van het Palais des Sports & des Congrès in l'Alpe d'Huez. Op het filmfestival komen jaarlijks circa 15.000 bezoekers.

## Palmares
2016
- Grand Prix Orange Cinéma séries: La Vache van Mohamed Hamidi (/)
- Prix Spécial du Jury: Adopte un veuf van François Desagnat ()
- Prix du public Studio Ciné Live & Kinder Bueno: La Vache van Mohamed Hamidi
- Prix Michel Galabru - Prix d'Interprétation: Fatsah Bouyahmed in La Vache
- Prix du court-métrage Orange Cinéma séries: Coup de Foudre van Guy Lecluyse & Un entretien van Julien Patry (ex-aequo)

2015
- Grand Prix Orange Cinéma séries: Toute première fois van Noémie Saglio en Maxime Govare ()
- Prix Spécial du Jury: A Love You van Paul Lefèvre ()
- Prix du public Studio Ciné Live: Papa ou Maman van Martin Bourboulon
- Prix d'Interprétation: Pio Marmaï in Toute première fois
- Prix du court-métrage Orange Cinéma séries: Qui de nous deux van Benjamin Bouhana

2014
- Grand Prix Orange Cinéma séries: Situation amoureuse : c'est compliqué van Manu Payet en Rodolphe Lauga ()
- Prix Spécial du Jury: Babysitting van Philippe Lacheau en Nicolas Benamou ()
- Prix du public Studio Ciné Live: Babysitting van Philippe Lacheau en Nicolas Benamou
- Prix d'Interprétation: Félix Moati in Libre et assoupi van Benjamin Guedj
- Prix du court-métrage Orange Cinéma séries: Merry Christmas van Pablo Palazon
- Mention spéciale du court-métrage: Peuple de Mylonesse, pleurons la reine Naphus van Éric Le Roch

2013
- Grand Prix Orange Cinéma séries: I Give It a Year van Dan Mazer ()
- Prix Spécial du Jury: Pas très normales activités van Maurice Barthélemy ()
- Prix du public Virgin Radio: La Cage dorée van Ruben Alves
- Prix d'Interprétation: Chantal Lauby in La Cage dorée
- Prix du court-métrage Orange Cinéma séries: Monsieur Leroy van Charles Henry en Simon Masnay

2012
- Grand Prix Orange Cinéma séries: Radiostars van Romain Levy ()
- Prix Spécial du Jury Screenvision: Starbuck van Ken Scott ()
- Prix du public Europe 1: Hasta la vista van Geoffrey Enthoven
- Prix d'Interprétation masculine: Patrick Huard in Starbuck
- Prix d'Interprétation féminine: Elsa Zylberstein in Plan de table van Christelle Raynal
- Prix du court-métrage Orange Cinéma séries: Dog Sitting van Sara Verhagen & Si tu veux revoir ta mère van Xavier Douin (ex-aequo)
- Coup de cœur féminin: Alice Belaïdi in Radiostars
- Coup de cœur masculin: David Brecourt in Nos plus belles vacances van Philippe Lellouche

2011
- Grand Prix Orange Cinéma séries: Very Cold Trip van Dome Karukoski ()
- Prix Spécial du Jury Screenvision: Une pure affaire van Alexandre Coffre ()
- Prix du public Europe 1: Mon père est femme de ménage van Saphia Azzeddine
- Prix d'Interprétation masculine: François Damiens in Une pure affaire
- Prix d'Interprétation féminine: Pascale Arbillot in Une pure affaire
- Prix du court-métrage Orange Cinéma séries: Ridicule van Audrey Najar en Frédéric Perrot
- Coup de cœur de la profession: Very Cold Trip van Dome Karukoski

2010
- Grand Prix TPS Star: Sumô van Sharon Maymon en Erez Tadmor ()
- Prix Spécial du Jury: Tout ce qui brille van Géraldine Nakache en Hervé Mimran ()
- Prix du Public Europe 1: Tout ce qui brille van Géraldine Nakache en Hervé Mimran
- Prix d'Interprétation: José Garcia in Le Mac van Pascal Bourdiaux
- Prix du court-métrage Pierre&Vacances: Le Petit Dragon van Bruno Collet
- Coup de Cœur de la Profession: Sumô van Sharon Maymon en Erez Tadmor

2009
- Grand Prix TPS Star: La Première Étoile van Lucien Jean-Baptiste ()
- Prix du Jury Jeune: Tellement proches van Éric Toledano en Olivier Nakache ()
- Prix du Public: La Première Étoile van Lucien Jean-Baptiste
- Prix du court-métrage: Love is Dead van Éric Capitaine
- Coup de Cœur de la Profession: Amore, Bugie e Calcetto van Luca Lucini

2008
- Grand Prix TPS Star: Juno van Jason Reitman ()
- Prix spécial du jury et prix du jury jeune: Bienvenue chez les Ch'tis van Dany Boon ()
- Prix du court-métrage: Arrêt demandé van Thomas Perrier & La 17e Marche van Karim Adda (ex-aequo)
- Prix d'interprétation: Pascale Arbillot in Notre univers impitoyable van Léa Fazer

2007
- Grand Prix TPS Star: La gran fina van Gerardo Olivares ()
- Prix du jury jeune: Pur Week-end van Olivier Doran ()
- Prix du public: My Enemy’s Enemy van Carlo Verdone
- Mention spéciale et Prix d'interprétation: Karin Viard voor haar rol in Les Ambitieux van Catherine Corsini
- Prix du Court-Métrage: J'ai plein de projets van Karim Adda & Petit Poucet van Matthieu Rozé (ex-aequo)

2006
- Grand Prix TPS Star: Manuale d'amore van Giovanni Veronesi ()
- Prix du jury jeune: Nos jours heureux van Éric Toledano en Olivier Nakache ()
- Prix du public: Nos jours heureux van Éric Toledano en Olivier Nakache
- Prix d'interprétation "Clin d'Œil": 
  - Reblochon d'Or du Meilleur Acteur: Pierre-François Martin-Laval voor zijn rol in Essaye-moi van Pierre-François Martin-Laval
  - Reblochon d'Or de la Meilleure Actrice: Joséphine de Meaux voor haar rol in Nos jours heureux
- Prix du Court-Métrage: Tadeo Jones van Enrique Gato

2005
- Grand Prix Médiavision et Prix du Jury Jeune: Tellement proches van Teresa de Pelegri en Dominic Harari ()
- Prix spécial du Jury et Prix du Public TPS Star: Tout pour plaire van Cécile Télerman ()
- Mention Spéciale du Jury: 13dici a tavola van Enrico Oldoini
- Prix du Court-Métrage: Rien de grave van Renaud Philipps

2004
- Grand Prix Médiavision: La Grande Séduction van Jean-François Pouliot ()
- Prix du Public de la chaîne Comédie: El hijo de la novia van Juan José Campanella ()
- Prix Spécial du Jury: Something's Gotta Give van Nancy Meyers
- Prix du Court-Métrage: Pacotille van Éric Jameux

2003
- Grand Prix Médiavision et Prix du Public TPS Star: My Big Fat Greek Wedding van Joel Zwick ()
- Prix Spécial du Jury: Rire et Châtiment van Isabelle Doval ()
- Mention Spéciale du Jury: Toutes les filles sont folles van Pascale Pouzadoux
- Prix du Court-Métrage: J'attendrai le suivant van Philippe Orreindy

2001
- Grand Prix Médiavision: Tillsammans van Lukas Moodysson ()
- Prix du Public France Soir: Origine contrôlée van Zakia en Ahmed Bouchaala
- Prix du Court-Métrage: Les Inévitables van Christophe Le Masne

2000
- Grand Prix Médiavision: Muzungu van Massimo Martelli ()
- Prix Spécial du Jury: East Is East van Damien O'Donnell ()  & Phörpa van Khyentse Norbu (-)
- Prix du Public France Soir: Drop Dead Gorgeous van Michael Patrick Jann
- Prix du Court-Métrage: Hommage à Alfred Lepetit van Jean Rousselot & Starting Bloc van Yves Hirscheld (ex-aequo)

1999
- Grand Prix, Prix spécial de la chaîne Comédie, Prix du Public du magazine Première: Je règle mon pas sur le pas de mon père van Rémi Waterhouse ()
- Prix Spécial du Jury: Waking Ned Devine van Kirk Jones ()
- Prix du Court-Métrage: Mon jour de chance van Pascale Pouzadoux

1998
- Grand Prix: Shooting Fish van Stefan Schwartz ()
- Prix Spécial du Jury: Grève party van Fabien Onteniente ()
- Prix du Court-Métrage: Une belle nuit de fête van Lionel Epp

1997
- Grand Prix: Cuori al verde van Giuseppe Piazzi ()
- Prix Spécial du Jury: Les Randonneurs van Philippe Harel ()
- Prix du Public: La Vérité si je mens ! van Thomas Gilou
- Prix du Court-Métrage: I Got a Woman van Yvan Attal